# Нова Деревня (Калінінградська область)
Нова Деревня (рос. Новая Деревня) — селище Полєського району, Калінінградської області Росії. Входить до складу Саранського сільського поселення.
Населення —  472 особи (2015 рік). 

## Населення
| 1939 | 2002 | 2010 | 2012 | 2013 |
| ---- | ---- | ---- | ---- | ---- |
| 788  | ↘405 | ↗472 | ↗576 | ↗584 |